# Cô đầu

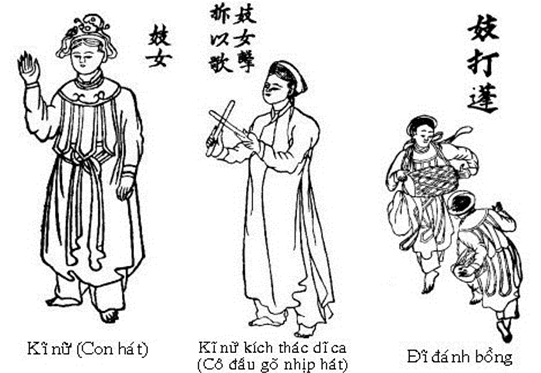
Ba bức tranh vẽ Cô đầu (kỹ nữ) thời Pháp thuộc

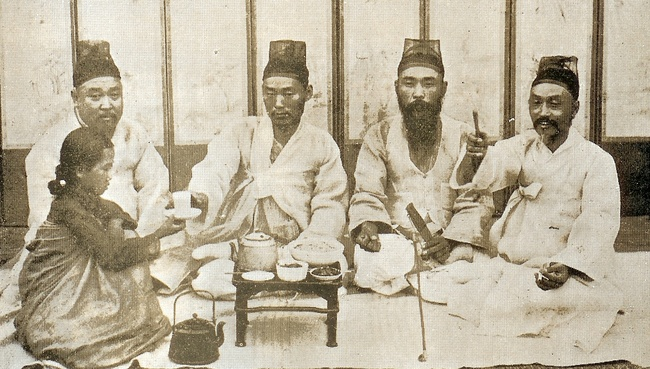
Ảnh miêu tả một cô đầu hầu quan khách thời Joseon năm 1910

Cô đầu (chữ Nôm: 姑姚), (chữ Hán: 妓生, Hán Việt: kĩ sinh), còn gọi là Ả Đào (妸陶), Đào nương (陶娘) hay Ca nương (歌娘) là thuật ngữ của Triều Tiên và Nhật Bản và Trung Quốc) thường dùng để gọi một dạng kỹ nữ trong thời đại cổ. Theo Từ điển tiếng Việt, cô đầu là một danh từ thuộc loại từ cũ, khẩu ngữ để chỉ những phụ nữ đi làm nghề hát ca trù ở Việt Nam hay pansori ở Triều Tiên. Từ "kỹ nữ" vốn được hiểu là những cô gái có trò tạp kỹ như ca hát, nhảy múa,... phục vụ các khách quan chủ yếu là nam giới trong các không gian kín đáo, hình thức rất giống kisaeng của Triều Tiên và Geisha của Nhật Bản. Khái niệm của nó tương ứng với "ca sĩ phục vụ tại nhà riêng" ngày nay. Tuy nhiên, từ kỹ nữ ngày nay bị đánh đồng với một dạng gái bán dâm, mà ngày xưa ở Trung Quốc gọi là Hoa nương, do vậy dễ dẫn tới hiểu lầm rằng "kỹ nữ" chính là "gái mại dâm".
Dân gian Triều Tiên có câu: 
"일생, 기생는 노래를 불러 손님을 위해 노래를 불렀다. 밤은 슬프고 슬픔에 울고 있었다."
("Kiếp ca nương suốt ngày đàn hát hầu quan khách, đem về buồn bã trong tủi hờn").
Khái Hưng từng viết: "Hạc từ chối không biết cầm trống chầu, người ta liền bảo cô đầu hát chúc mừng chàng bằng những câu hãm rượu ngọng líu (...)". Cô đầu trong tiếng Triều Tiên là kisaeng (tiếng Hàn Quốc: 기생), cũng gọi là ginyeo (tiếng Hàn: 기녀; Hanja: 妓女) ám chỉ những người phụ nữ từ những gia đình bị ruồng bỏ hoặc nô lệ được đào tạo để trở thành những người tán tỉnh, cung cấp giải trí nghệ thuật và phục vụ những người đàn ông thuộc tầng lớp thượng lưu. Xuất hiện lần đầu tiên ở Cao Ly, kisaeng là những người giải trí hợp pháp của chính phủ, được yêu cầu thực hiện các chức năng khác nhau cho nhà nước. Nhiều người đã được tuyển dụng tại triều đình, nhưng họ cũng được truyền bá khắp cả nước. Họ được đào tạo cẩn thận và thường xuyên hoàn thành các tác phẩm mỹ thuật, thơ ca và văn xuôi, và mặc dù họ thuộc tầng lớp xã hội thấp, họ vẫn được tôn trọng như những nghệ sĩ có học thức. Bên cạnh giải trí, vai trò của họ bao gồm chăm sóc y tế và may vá. Kisaeng đóng một vai trò quan trọng trong quan niệm của người Hàn Quốc về văn hóa truyền thống của người Triều Tiên. Một số câu chuyện lâu đời nhất và phổ biến nhất của Hàn Quốc, như Xuân Hương truyện, có kisaeng là nữ anh hùng. Mặc dù tên của hầu hết các kisaeng thực sự đã bị lãng quên, một số ít được nhớ đến cho một thuộc tính nổi bật, chẳng hạn như kỹ năng hoặc lòng trung thành. Nổi tiếng nhất trong số này là Hoàng Chân Y trong thế kỷ 16.

## Lịch sử

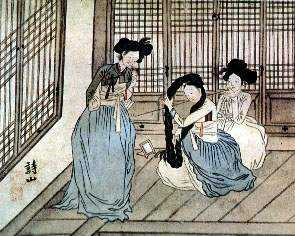
Tranh vẽ miêu tả một nhóm cô đầu Triều Tiên ngồi vấn tóc trước khi hầu quan khách

Về kỹ nữ nói chung, loại hình phục vụ cho nam giới này đã có từ thời rất xa xưa tại Trung Quốc, Nhật Bản và Triều Tiên cũng như Việt Nam. Ở Triều Tiên, kisaeng (tức cô đầu) luôn phải coi mình là một nghệ sĩ thực thụ thì xã hội chỉ đơn giản coi họ là những kỹ nữ mua vui.
Để trở thành một kisaeng thực thụ, thông thường những bé gái ngay từ tuổi khi còn nhỏ đã được gia đình gửi vào các trường đào tạo cô đầu.
Trong mắt nhiều người, cuộc sống của các kisaeng là cả một thế giới thần bí khó hiểu, đầy “thâm cung bí sử”, bởi lẽ nó là một loại dịch vụ của nữ giới phục vụ cho nam giới, mà mối quan hệ qua lại giữa hai giới này bao giờ cũng chứa đựng vô vàn bí ẩn. Ai cũng biết là trong xã hội nam quyền, một số phụ nữ vì để kiếm sống mà phải phục vụ tình dục cho nam giới. Bán dâm là một hiện tượng cổ xưa không dân tộc nào và không nước nào là không có. Nhiều nhà sử học Triều Tiên đã cho rằng: “Ở thời kỳ đó, bậc quyền quý thường coi Gisaeng là dạng gái gọi cao cấp”.
Thời đại Joseon của Triều Tiên, Gisaeng không chỉ là những người biết rót rượu phục vụ nam giới. Thực chất đây là một loại ả đào cấp cao, nghĩa là loại phụ nữ làm dịch vụ giúp vui cho các buổi vui chơi của nam giới bằng hình thức biểu diễn tài nghệ văn hóa, khi cần vẫn có người đồng ý bán dâm. Vì thế không giống như loại hình Geisha của Nhật chuyên làm vui lòng khách nam giới bằng các hình thức nghệ thuật lành mạnh, cao cấp thì các Gisaeng đôi khi phải bán mình và chấp nhận đau khổ suốt cuộc đời.
Vào thời đại Joseon (bắt đầu từ thế kỷ thứ 14), dân chúng ở xứ sở Cao Ly đều rất tôn sùng đạo Phật. Ở những nơi đền chùa miếu mạo không chỉ vào những ngày lề hội, những ngày thường người dân cũng tập trung rất đông tại những nơi thiêng liêng này để cầu mong sự may mắn. Chính vì vậy mà xung quanh những đền chùa miếu mạo này mọc lên rất nhiều những quán trà phục vụ khách. Và để thu hút khách đến với quán của mình, người ta đã tuyển những cô gái xinh đẹp biết múa hát để biểu diễn phục vụ khách hàng. Dần dần loại hình này được mở rộng sang các loại hình khác như quán rượu và các kỹ viện.
Quả thực, việc ra đời loại hình kisaeng mới đã thu hút được sự chú ý của những đấng nam nhi của đất nước Cao Ly. Các hình thức nghệ thuật của kisaeng thời đại này phong phú dần, không chỉ có ca múa mà có nhiều thứ khác như trà đạo, ngâm thơ kể chuyện, cách đi đứng duyên dáng, trò chuyện lịch sự khéo léo, cách tiếp khách và đặc biệt là phải biết đánh đàn tranh 12 dây gayageum và đàn tranh 6 dây
geomungo... Tại nhiều kỹ viện, có những kisaeng được đào tạo từ bé. Lúc đầu các kisaeng chủ yếu phục vụ cho tầng lớp bình dân, về sau họ phục vụ cho cả tầng lớp thương nhân, thậm chí là cả giai cấp thống trị ở thời điểm đó.
Để trở thành một kisaeng thực thụ, thông thường những bé gái ngay từ tuổi khi còn nhỏ đã được gia đình gửi vào các trường đào tạo kisaeng. Ở đây họ phải học rất nhiều thứ, từ ngâm thơ đọc sách kể chuyện, múa cổ điển, hát các bài ca truyền thống, chơi 2 loại đàn tranh là gayageum và geomungo và làm thơ sijo- những loại hình văn hóa riêng của Triều Tiên. Ngoài ra các gisaeng cũng phải học, chơi trống, trà đạo, thư pháp, trò chuyện, trang điểm... cho tới cách đi đứng yểu điệu, cách cúi người khi chào, cách tiếp rượu... Mỗi kisaeng đều phải khổ luyện để có thể trở thành một kỹ nữ tài năng. Bởi không chỉ cần có sắc đẹp, họ cần phải có tài thì mới mong tồn tại được trong xã hội Triều Tiên khi xưa. Vì thế họ là một bậc thầy về việc giữ gìn sức khỏe, chăm sóc sắc đẹp và kiên trì trong luyện tập đến mức khó tin.
Theo các nhà sử học của Triều Tiên cho biết, chương trình đào tạo này sử dụng các kiến thức tâm lý, xã hội-nhân văn rất phong phú. Qua quá trình đào tạo gian khổ, cuối cùng họ trở thành loại người có văn hóa ứng xử lịch sự duyên dáng, khả năng giao tiếp vô cùng tự nhiên và có sức hấp dẫn nam giới. Sở dĩ phải trải qua quá trình khổ luyện này là khách hàng của các gisaeng đa phần đến từ nhiều nhà quý tộc, các công tôn vương tử hoặc những người có địa vị cao trong xã hội khi đó.
Sau quá trình khổ luyện vài năm, các kisaeng sẽ được gửi tới các kỹ viện để phục vụ khách. Đa phần trong số này là rót rượu và mua vui cho khách bằng các loại hình nghệ thuật đã được học tại ‘trường”. Nếu khách có nhu cầu, thì có một số Gisaeng sẽ phục vụ “tới bến” để làm hài lòng khách.
Vào thời nhà Lý ở Việt Nam, có ca kỹ họ Đào, rất vừa ý Lý Thái Tổ nên thường ban thưởng, từ đó các con hát hay được gọi là Đào nương. Tuy nhiên theo Công dư tiệp ký, "Cuối đời nhà Hồ (1400 – 1407), có người con hát họ Đào quê ở làng Đào Xá, tỉnh Hưng Yên, lập mưu giết được giặc Minh. Khi nàng chết, dân nhớ ơn lập đền thờ, gọi thôn nàng ở là thôn Cô Đầu. Từ đấy những người đi hát được gọi là cô đầu".
Sang thời nhà Lê, nghề con hát trở thành một dạng nghề hèn mạt, đánh đồng với nô lệ, ai xuất thân từ nhà con hát đều không thể làm quan (như Đào Duy Từ). Cứ theo Việt sử tiêu án, khi ấy các con hát ngoài gọi là Cô đầu, còn được gọi là Náo nương (鬧娘) hay Cô Náo (姑鬧), Náo Hát (鬧歌)... các danh xưng. Các con hát không biểu diễn ở cung đình vì thân phận thấp hèn, họ chỉ quanh quẩn ở các đình làng hay ca quán tại địa phương.
Vào thời nhà Nguyễn, những ghi chép chi tiết về thú chơi cô đầu là vào những năm Pháp thuộc và ở phía Bắc, với địa danh nổi nhất là phố Khâm Thiên. Cô đầu sống thành từng nhóm, trong các nhà chứa khách đến hát ca trù. Thú chơi này mang nhiều tính tao nhã hơn là trò chơi thân xác, mua vui thông thường.

## Khái quát

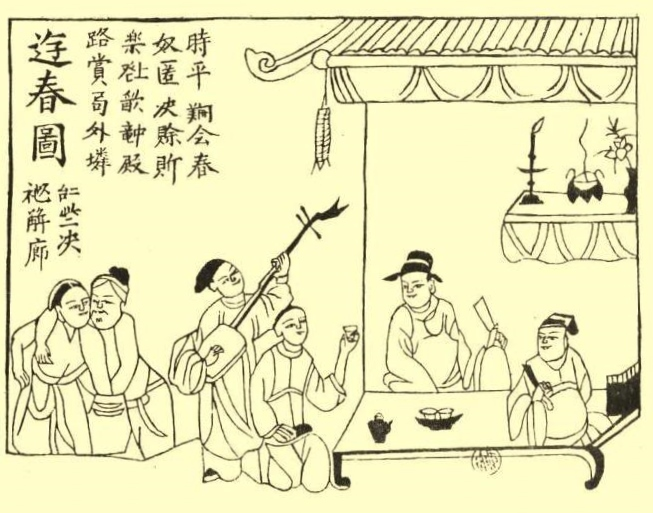
Tranh Cô đầu thế kỉ 20.

Từ Cô đầu là một từ địa phương hóa của từ Ả đào. Theo Hữu Trịnh, khi các ả đào (học trò) đi hát ở các đình đám kiếm được tiền, họ thường trích ra một khoản nhỏ cho các người thầy đã có công dạy dỗ mình, số tiền đó gọi là tiền "đầu". Người ta dùng chữ "cô" thay cho "ả" ("ả", tiếng địa phương ở Nghệ Tĩnh cũng có nghĩa là "chị, cô") và chữ "đầu" thay cho "đào", vì vậy Ả đào nghĩa là Cô đầu.
Cô đầu và kép mỗi vùng có một họ riêng như: Tam, Ngân, Thông, Thiên... Tên của cô đầu là họ của giáo phường cộng với tên của mình. Ví dụ tên Thuận, họ Tam, được gọi là Tam Thuận. Họ này được xem như là họ truyền thống trong nghề. Những cô đầu thuộc những họ truyền thống gọi là cô đầu nòi. Còn các cô đầu mới vào nghề, khi còn học nghề được gọi là Xướng nhi, khi học xong mới được gọi là Ả đào hay Cô đầu. Trước khi Xướng nhi bái Cô đầu làm thầy, thường có một tục lệ gọi là lễ nhận trò, ấy là hai bên sẽ xướng với nhau 1 câu đoạn hát nào đó, tiền bối cô đầu được xướng nhi gọi là Tin nữ.
Ngày xưa, Hát cửa đền ngày xưa có lệ hát thẻ. Hát thẻ dùng để chỉ một hình thức ban thưởng cho những ả đào hát hay. Đoạn nào ả đào hát hay thì các khách nghe hát (gọi là quan viên) thưởng một thẻ. Mỗi thẻ quy định tương ứng với một số tiền, đến hết buổi hát, ả đào tổng cộng được bao nhiêu thẻ thì nhân lên mà nhận tiền thưởng. "Hát" tiếng Hán là "ca", thẻ là "trù", hát thẻ = ca trù. Hát ả đào được gọi là ca trù từ đó. Ngày xưa, con các quan phủ, huyện được gọi quan viên tử. Quan viên tử có đặc ân là được miễn làm tạp dịch trong làng, sống cuộc sống phong lưu, công tử. Nhân dân xem người nghe ca trù là hạng người phong lưu, ví như quan viên tử, nên gọi người nghe ca trù là quan viên. Khi đó, các cô đầu đều được tập trung ở các gánh phường, được gọi là Giáo phường.
Có 2 dạng cô đầu:
- Cô đầu thực thụ: họ mua vui cho đàn ông bằng đàn hát, nghệ thuật lành mạnh (giống như ca sĩ phòng trà ngày nay). Họ không bán dâm như nhiều người vẫn tưởng.
- Cô đầu trá hình: là một dạng gái mại dâm núp bóng cô đầu, đàn hát chỉ là để ngụy trang. Họ không biết ca hát mà chỉ hay rót rượu, thậm chí phục vụ tình dục, vì vậy họ còn được gọi là cô đầu rượu. Vì bộ phận trá hình này mà hát cô đầu mới bị nhiều người nghĩ oan, đánh đồng với mại dâm.

## Trong văn học và phim ảnh

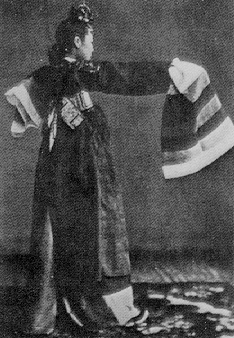
Kisaeng ở Bình Nhưỡng, Bắc Triều Tiên năm 1890

Nổi tiếng nhất trong giới cô đầu Triều Tiên là Hoàng Chân Y. Cô là một nhân vật lịch sử thời Joseon, xinh đẹp và tinh thông văn học. Khó thảo luận về văn học thời Joseon mà không đề cập đến cô. Có hai phim chính trong đó Hoàng Chân Y đóng vai trò trung tâm.
Kisaeng đã đóng vai trò quan trọng trong văn học nổi tiếng của Triều Tiên kể từ giữa triều đại Joseon. Khi văn học phổ biến như tiểu thuyết và pansori xuất hiện, kisaeng thường đóng vai trò chủ đạo. Điều này một phần là do vai trò độc đáo của họ là những người phụ nữ có thể di chuyển tự do trong xã hội. Kisaeng xuất hiện như những nữ anh hùng trong những câu chuyện như Chunhyangga, và là nhân vật quan trọng trong nhiều câu chuyện kể về thời Joseon khác.
Kisaeng cũng bắt đầu xuất hiện trong nghệ thuật bản địa của Joseon sau này. Chúng đặc biệt phổ biến trong tác phẩm của họa sĩ nổi tiếng đầu thế kỷ 19 Hyewon, người có các tác phẩm tập trung vào cả cuộc đời của các chủ đề về kisaeng.
Kisaeng tiếp tục là trung tâm của sự hiểu biết và tưởng tượng về văn hóa Joseon ở Nam và Bắc Triều Tiên đương đại. Chẳng hạn, nữ chính trong phim Chi-hwa-seon là một kisaeng, bạn đồng hành của họa sĩ Owon. Các phương pháp điều trị mới của những câu chuyện kisaeng nổi tiếng, bao gồm Xuân Hương truyện và lịch sử về Hoàng Chân Y, tiếp tục xuất hiện trong các tiểu thuyết và điện ảnh nổi tiếng. Có một câu chuyện hiện đại về gisaeng trong phim Hàn Quốc Tales of a Kisaeng.

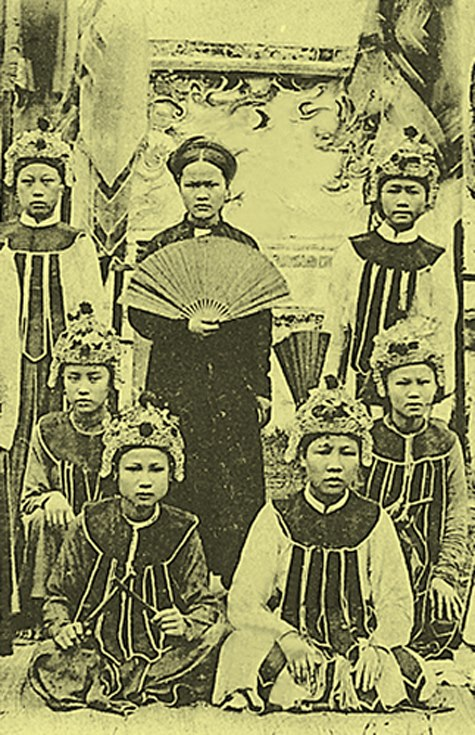
Ảnh chụp Cô đầu đầu thế kỉ 20.

Sau năm 1945 ở Việt Nam, trong một thời gian khá dài sinh hoạt ca trù vốn tao nhã và sang trọng trước đây đã bị hiểu lầm và đánh đồng với các sinh hoạt thiếu lành mạnh ở một số ca quán đô thị khiến cho xã hội chối bỏ và quyết loại sinh hoạt ca trù ra khỏi đời sống văn hóa. Ca trù đã không được nuôi dưỡng và phát triển một cách tự nhiên, không được tôn vinh đúng mức, phải chịu tồn tại thiếu sinh khí và tàn lụi. Nhiều nghệ nhân, nghệ sĩ đã phải cố quên đi nghiệp đàn hát và giấu đi lai lịch của mình.
Nhà văn Kim Lân cũng có cả một truyện ngắn liên quan đến cô đầu là "Đứa con người cô đầu". Nhà thơ Tú Xương chắc chắn là người rất hay đi hát cô đầu, có quan hệ và ân tình sâu nặng với các cô kỹ nữ này, ông còn có bài Tết tặng cô đầu:
Ngày xuân mừng quý khách
Khi vui, lọ đàn phách!
Chuyện nở như pháo rang
Chuyện dai như chão rách,
Đổ cả bốn chân giường
Xiêu cả một bức vách!
Nhà văn Anh Thơ từng có kỷ niệm cay đắng với cô đầu thế này: "Tôi mất lòng tin vào đàn ông một thời gian dài. Từ bỏ cuộc đính hôn với ông Cẩm Văn, chủ Nhà xuất bản Nguyễn Du vì mỗi lý do ông ấy mê cô đầu. Khi thấy Cẩm Văn nhìn cô đầu rất say đắm, tôi đã ngất đi vì nhục nhã. Tôi nhất quyết đoạn tình, ông ấy cứ chạy theo thanh minh rằng: "Anh chỉ yêu cái bản sắc văn hóa dân tộc thể hiện qua cái áo tứ thân của cô ấy chứ không yêu gì cô ta. Anh chỉ yêu em thôi". Sau này nghĩ lại tôi cũng thấy thương ông ấy một chút nhưng rồi nghe tin là tôi bỏ đi, cô đầu ấy dọn luôn đến nhà Cẩm Văn ở, thế là tan một nhà xuất bản danh tiếng."